# Bokmål
Bokmål [ˈbuːkmɔːl] (dosł. „język książkowy”) – jeden z dwóch oficjalnych standardów piśmienniczych języka norweskiego. Około 85–90% mieszkańców Norwegii pisze w wariancie bokmål niezależnie od dialektu, jest to również forma najczęściej nauczana na kursach języka norweskiego dla obcokrajowców.
Oficjalnie nazwy „bokmål” używa się tylko w odniesieniu do języka pisanego i ściśle z nim związanych form mówionych używanych w mediach, teatrze itp., ale w rzeczywistości wariant ten ma żywe podłoże w języku mówionym, w dialekcie zwanym standard østnorsk. Nie jest znana liczba osób, dla których mówiony bokmål jest językiem ojczystym, ale Kjell Venås, norweski językoznawca, szacuje, że może to być ponad 20% mieszkańców kraju, tzn. około miliona ludzi.
Nazwy bokamál używano w języku staronorweskim na określenie łaciny, a później, po reformacji, języka liturgicznego. Od lat 50. XIX wieku zaczęto używać nazw bogmaal i bogsprog dla podkreślenia różnicy między językiem pisanym, a językiem mówionym i dialektami, ale także, by odróżnić stosowany wówczas w Norwegii w charakterze języka urzędowego duński od formującego się wówczas wariantu nynorsk. Nazwy tej dla inspirowanego duńską ortografią języka pisanego używa się od roku 1929.

## Historia
Aż do początków XIV wieku język pisany używany w Norwegii, staronorweski, był w zasadzie taki sam, jak inne dialekty staronordyjskie. Mowa ulegała jednak stopniowym przemianom, kładąc podwaliny pod współczesne zróżnicowanie dialektalne na terenie Skandynawii, w skrajnych wypadkach prowadzące do powstania nowych języków (farerski, islandzki). Niemniej, tak długo, jak Królestwo Norwegii pozostawało niezależnym państwem, język pisany podobnym zmianom nie podlegał.
W 1380 roku Norwegia weszła w unię personalną z Danią i Szwecją, znaną w historii, od miejsca zawarcia, jako unia kalmarska. Do XVI wieku utraciła większość swoich instytucji politycznych, tworząc przez trzy stulecia twór polityczny pod nazwą Dania-Norwegia, będąc od początku znacznie słabszym jego członkiem. W tym czasie pisany język norweski został niemal całkowicie wyparty przez duński we wszystkich kontekstach oficjalnych.
Norwegowie używali duńszczyzny przede wszystkim do pisania, ale stopniowo stała się ona także językiem miejskich elit, używanym w sytuacjach urzędowych i formalnych. Mimo że nie stała się ona nigdy językiem większości mieszkańców Norwegii, do 1814, gdy unia z Danią została rozwiązana, duńsko-norweski koiné, często nazywany „codzienną mową wykształconych”, zdążył stać się językiem ojczystym części burżuazji. Język ten był opisywany jako duński ze wschodnionorweską wymową i pewną liczbą norweskich zapożyczeń, oraz uproszczoną gramatyką.
W 1814, gdy Norwegia została oddana Szwecji, mieszkańcy przeciwstawili się szwedzkiej supremacji, ogłosili niepodległość i uchwalili demokratyczną konstytucję. Mimo że ostatecznie Norwegię przymuszono do wejścia w unię personalną ze Szwecją, niepodległościowy zryw wpłynął na rozwój języka na terenie kraju. Stare tradycje językowe ożywione zostały przez patriotycznego poetę Henrika Wergelanda (1808–1845), który był wielkim orędownikiem stworzenia niezależnego, nieduńskiego języka pisanego.
W pracach nad tym językiem dokonano wielkiego postępu dzięki takim pisarzom jak Peter Christen Asbjørnsen, Jørgen Moe, Knud Knudsen i jego uczeń Bjørnstjerne Bjørnson oraz Henrik Ibsen. Szczególnie prace Knudsena nad reformą językową, przeprowadzone w połowie XIX wieku, miały tak wielki wpływ na reformy ortograficzne w 1907 i 1917, że został on nazwany „ojcem bokmålu”.

## Gramatyka

### Zaimki
|               | Zaimek osobowy-forma mianownika | Zaimek osobowy-forma dopełnienia          | Zaimek dzierżawczy | Zaimek zwrotny |
| ------------- | ------------------------------- | ----------------------------------------- | ------------------ | -------------- |
| 1 os. l. poj. | jeg (ja)                        | meg (mnie, mi, mną)                       | min (mój)          | meg (się)      |
| 2 os. l. poj. | du (ty)                         | deg (ciebie, ci, cię, tobie, tobą)        | din (twój)         | deg (się)      |
| 3 os. l. poj. | han (on)                        | ham/han (jemu, jego, nim)                 | hans (jego)        | seg (się)      |
| 3 os. l. poj. | hun (ona)                       | henne (jej, niej, ją, nią)                | hennes (jej)       | seg (się)      |
| 3 os. l. poj. | det (ono)                       | det (je, jego, jemu, nim)                 | dets (jego)        | seg (się)      |
| 3 os. l. poj. | den (on, ona)                   | den (jego, jemu, nim, jej, niej, ją, nią) | dens (jego, jej)   | seg (się)      |
| 1 os. l. mn.  | vi (my)                         | oss (nam, nas, nami)                      | vår(nasz)          | oss (się)      |
| 2 os. l. mn.  | dere (wy)                       | dere (was, wam, wami)                     | deres (wasz)       | dere (się)     |
| 3 os. l. mn.  | de (oni, one)                   | dem (ich, im, nim, nich)                  | deres (ich)        | seg (się)      |

#### Zaimki pytające
- Hva? – co?
- Hvem? – kto?
- Hvilken – który, jaki?
- Hva for? – który, jaki? (rzadko używana forma)
- Hvem sin? – czyj?
- Hvems, hvis? – czyj? (rzadko używana forma)

Zaimek pytający hva nie zawsze odpowiada polskiemu „co”:
Hva heter du? (Jak się nazywasz?)
Hva koster det? (Ile to kosztuje?)
Hva er klokken? (Która jest godzina?)

## Rzeczownik

### Rodzajnik
Ostatnia reforma z 2005 roku ostatecznie dopuściła końcówkę -en (końcówka rodzaju męskiego dla rzeczowników rodzaju żeńskiego) zarówno w podręcznikach, jak i oficjalnych dokumentach. Oznacza to, że w języku norweskim istnieje utrum, wspólny rodzaj męsko-żeński, żeński i nijaki.
Rodzajnik nieokreślony:
- en – rodzaj męski
- ei – rodzaj żeński (nie używany w wybranych dialektach)
- et – rodzaj nijaki

W liczbie mnogiej rodzajnik nieokreślony nie występuje.
Rodzajnik określony:
Pierwszy sposób polega na dodaniu końcówki -en dla rodzaju męskiego, a -et dla rodzaju nijakiego, w liczbie mnogiej dodaje się końcówkę -ene.
- en bil (samochód): bil +en = bilen (ten samochód)

Drugi sposób polega na umieszczeniu zaimka wolno stojącego (prepozycyjnego) przed przymiotnikiem poprzedzającym rzeczownik w formie określonej- Dla rzeczowników r.m. jest to den, dla rzeczowników r.n. det, w liczbie mnogiej de.
|               | Rodzajnik nieokreślony | Rodzajnik określony końcowy | Rodzajnik określony prepozycyjny |
| ------------- | ---------------------- | --------------------------- | -------------------------------- |
| Rodzaj męski  | en bil (samochód)      | bilen                       | den store bilen                  |
| Rodzaj nijaki | et hus (dom)           | huset                       | det dyre huset                   |
| Liczba mnoga  | –                      | bilene, husene/husa         | de dyre husene/husa              |